# Pays de Gaure
Le pays de Gaure (ou Gavre) est un petit pays autour de Fleurance dans le département français du Gers, en Gascogne. Il est aujourd'hui assimilé à la Lomagne. 

## Étymologie
Son nom est basé sur la même racine que gave (ancien gascon gabar) applicable à des cours d'eau ou à leur vallée.

## Histoire
Historiquement, il appartient aux comtes de Fezenzac puis à ceux d'Armagnac et enfin aux sires d'Albret.

## Communes
Miramont-Latour, Gavarret-sur-Aulouste, Lalanne, Céran, Réjaumont, Saint-Puy, Fleurance, La Sauvetat, Lamothe-Goas, Sainte-Radegonde, Cézan, Réjaumont, Montestruc-sur-Gers, Puységur, Urdens, Pauilhac, Préchac, Larroque-Saint-Sernin, Pis, Castelnau d'Arbieu.